# Cleveland Barons (NHL)
Cleveland Barons byl profesionální americký klub ledního hokeje, který sídlil v Richfieldu (nedaleko Clevelandu) ve státě Ohio. V letech 1976–1978 působil v profesionální soutěži National Hockey League. Barons hrály ve své poslední sezóně v Adamsově divizi v rámci konference Prince z Walesu. Své domácí zápasy odehrával v hale Richfield Coliseum s kapacitou 18 544 diváků. Klubové barvy byly červená, černá a bílá.
Cleveland Barons vznikli jako nástupci California Golden Seals v roce 1976. V NHL ovšem vydrželi pouze dvě sezony a ani "baroni" se do playoff nepodívali. Finanční problémy klubu vyřešilo vedení sloučením s týmem Minnesota North Stars a celek tak své působení v NHL ukončil. Paradoxem jistě je, že o vstup do NHL se Cleveland Barons snažili už od roku 1953.

## Trenéři
- 1976–1978: Jack Evans

## Kapitáni
- 1976–1978: Jim Neilson a Bob Stewart

## Umístění v jednotlivých sezonách
Stručný přehled
Zdroj: 
- 1976–1978: National Hockey League (Adamsova divize)

Jednotlivé ročníky
Zdroj: 
Legenda: Z – zápasy, V – výhry, VP – výhry v prodloužení, R – remízy, P – porážky, PP – porážky v prodloužení, VG – vstřelené góly, OG – obdržené góly, +/- – rozdíl skóre, B – body, KPW – Konference Prince z Walesu, CK – Campbellova konference, ZK – Západní konference, VK – Východní konference, fialové podbarvení – reorganizace, změna skupiny či soutěže
| USA / Kanada (1976 – 1978) |                       |        |    |    |    |    |    |    |     |     |     |    |        |          |
| Sezóny                     | Liga                  | Úroveň | Z  | V  | VP | R  | PP | P  | VG  | OG  | +/- | B  | Pozice | Play-off |
| 1976/77                    | NHL (Adamsova divize) | 1      | 80 | 25 | –  | 13 | –  | 42 | 240 | 292 | -52 | 63 | 4.     | Ne       |
| 1977/78                    | NHL (Adamsova divize) | 1      | 80 | 22 | –  | 13 | –  | 45 | 230 | 325 | -95 | 57 | 4.     | Ne       |